# Gogebic County
Gogebic County je okres na severozápadě státu Michigan v USA. K roku 2010 zde žilo 16 427 obyvatel. Správním městem okresu je Bessemer. Celková rozloha okresu činí 3 824 km².

## Sousední okresy
| Růžice kompasu | Ashland County (WI) | Ontonagon County  |             | Růžice kompasu |
| Růžice kompasu |                     | Sever             | Iron County | Růžice kompasu |
| Růžice kompasu | Gogebic County      |                   | Iron County | Růžice kompasu |
| Růžice kompasu | Jih                 |                   | Iron County | Růžice kompasu |
| Růžice kompasu | Iron County (WI)    | Vilas County (WI) |             | Růžice kompasu |